# Arroyo Azul, Oaxaca
Arroyo Azul är en ort i Mexiko.   Den ligger i kommunen Matías Romero Avendaño och delstaten Oaxaca, i den sydöstra delen av landet, 500 km sydost om huvudstaden Mexico City. Arroyo Azul ligger 113 meter över havet och antalet invånare är 115.
Terrängen runt Arroyo Azul är platt åt nordväst, men åt sydost är den kuperad. Arroyo Azul ligger nere i en dal.  Trakten runt Arroyo Azul är nära nog obefolkad, med mindre än två invånare per kvadratkilometer. Närmaste större samhälle är Carolino Anaya Uno, 15,4 km norr om Arroyo Azul. Omgivningarna runt Arroyo Azul är en mosaik av jordbruksmark och naturlig växtlighet.